# Gare de Schwindratzheim
La gare de Schwindratzheim est une gare ferroviaire française de la ligne de Paris-Est à Strasbourg-Ville, située sur le territoire de la commune de Schwindratzheim, dans la collectivité européenne d'Alsace, en région Grand Est.
C'est une halte voyageurs de la Société nationale des chemins de fer français (SNCF), du réseau TER Grand Est, desservie par des trains express régionaux.

## Situation ferroviaire
La gare de Schwindratzheim est située au point kilométrique (PK) 476,648 de la ligne de Paris-Est à Strasbourg-Ville, entre les gares ouvertes de Hochfelden et Mommenheim.

## Histoire
En 2022, la SNCF estime la fréquentation annuelle de cette gare à 79 794 voyageurs, contre 67 825 en 2021.

## Fréquentation
De 2015 à 2024, selon les estimations de la SNCF, la fréquentation annuelle de la gare s'élève aux nombres indiqués dans le tableau ci-dessous.
| Année     | 2015   | 2016   | 2017   | 2018   | 2019   | 2020   | 2021   | 2022   | 2023   | 2024    |
| --------- | ------ | ------ | ------ | ------ | ------ | ------ | ------ | ------ | ------ | ------- |
| Voyageurs | 67 383 | 74 839 | 83 536 | 80 721 | 77 435 | 56 972 | 67 825 | 79 794 | 86 652 | 100 181 |

## Service des voyageurs

### Accueil
La gare ne dispose pas de guichet ouvert à la clientèle mais est équipée d'un distributeur de titres de transport TER.

### Desserte
Scwindratzheim est desservie par les trains TER Grand Est de la relation Strasbourg-Ville – Saverne – Sarrebourg.

### Intermodalité
Un parking pour les véhicules y est aménagé.